# Stadthaus Maria Fremerey

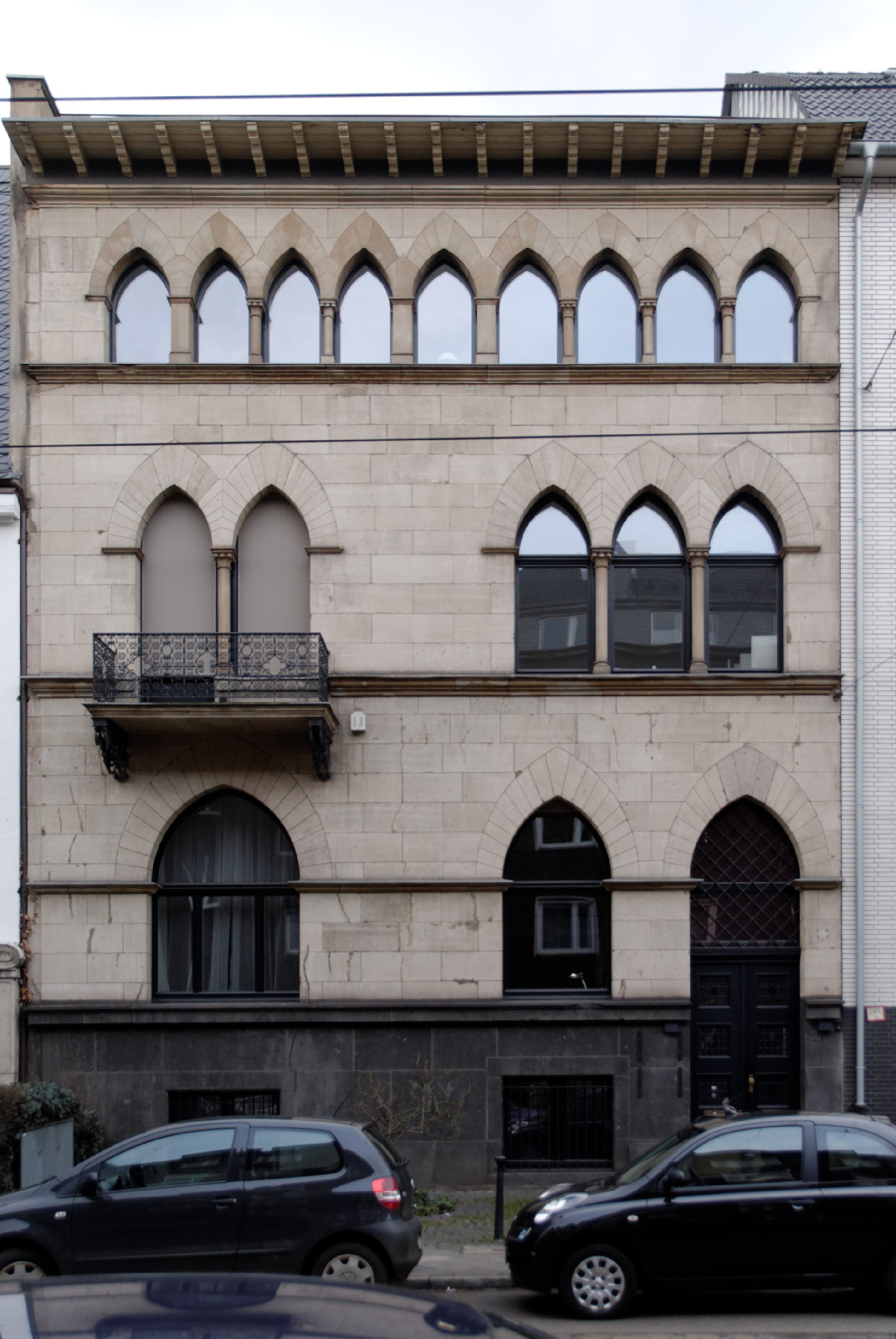
Haus Beethovenstraße 21

Das Stadthaus für Maria Fremerey in Düsseldorf, Beethovenstraße 21, wurde 1905–1906 nach Entwürfen des Architekten Carl Wilhelm Schleicher im Stil der Neugotik nach italienischen Vorbildern errichtet und steht unter Denkmalschutz.

## Beschreibung
Das Gebäude ist über einem hohen Sockelgeschoss dreigeschossig. Der Eingang hat ein Oberlicht mit Spitzbogen, ebenso alle Fenster der Fassade. Die Fassade ist mit Werkstein verkleidet. Das zweite Obergeschoss ist in der Bauhöhe etwas niedriger als das erste, da es als Mezzanin konzipiert wurde.

## Kunstgeschichtliche Bedeutung
Das Haus orientiert sich an der italienischen Gotik:

„Wegen seiner ungewöhnlichen Gestaltung in Anlehnung an italienische Palazzoarchitektur wurde das Objekt mit der Gartenarchitektur in die Denkmalliste eingetragen.“